# مئذنة إيغر
مئذنة إيغر (بالمجرية: minaret Egri أو Kethüda-minaret) هي برج مئذنة من العصر العثماني يقع في مدينة إيغر، شمال المجر. وهي أكبر مئذنة شمالية متبقية من الحكم العثماني في أوروبا. يبلغ ارتفاع المئذنة 40 مترا (131 قدما) وهي مبنية من الحجر الرملي الأحمر. بُنيت في أوائل القرن السابع عشر كجزء من جامع كيتودا وهي تستخدم في دعاء المسلمين للصلاة (الأذان). لم يعد المسجد موجودًا، لكن المئذنة بقيت كنصب تذكاري محفوظ في المجر وجذب سياحي رئيسي في إيغر. يوجد 97 درجة على الدرج اللولبي في الداخل، مما يؤدي إلى شرفة على بعد 26 مترًا من الأرض توفر إطلالات فريدة على المدينة المحيطة.
مئذنة إيغر هي واحدة من ثلاث مآذن من العهد العثماني الباقية في المجر. إنها أعلى وأفضل المآذن المحفوظة. المئذنتان الأخريان هما مئذنة إير ومئذنة بيشس. في عام 2016 ، سُمح لمسلم تركي مقيم في إيغر بدعوة صلاة المسلمين من شرفة المئذنة بعد 327 سنة.

## التاريخ
تاريخ بناء المئذنة بالضبط لا يزال غير معروف وهناك عدد من النظريات حوله. سيطر العثمانيون على مدينة إيجر عام 1596. يعتقد أنه تم بناء مئذنة إيجر في بداية الحكم العثماني في أوائل القرن السابع عشر.

### جامع كتودا
بنيت مئذنة إيغر كمئذنة لجامع كتودا لرفع الأذان للصلاة خمس مرات في اليوم للمؤمنين ليأتوا لصلوات الجماعة. وقد ذكر المسجد أوليا جلبي، الذي زار إيغر عام 1664 عندما كانت تحت الحكم العثماني.

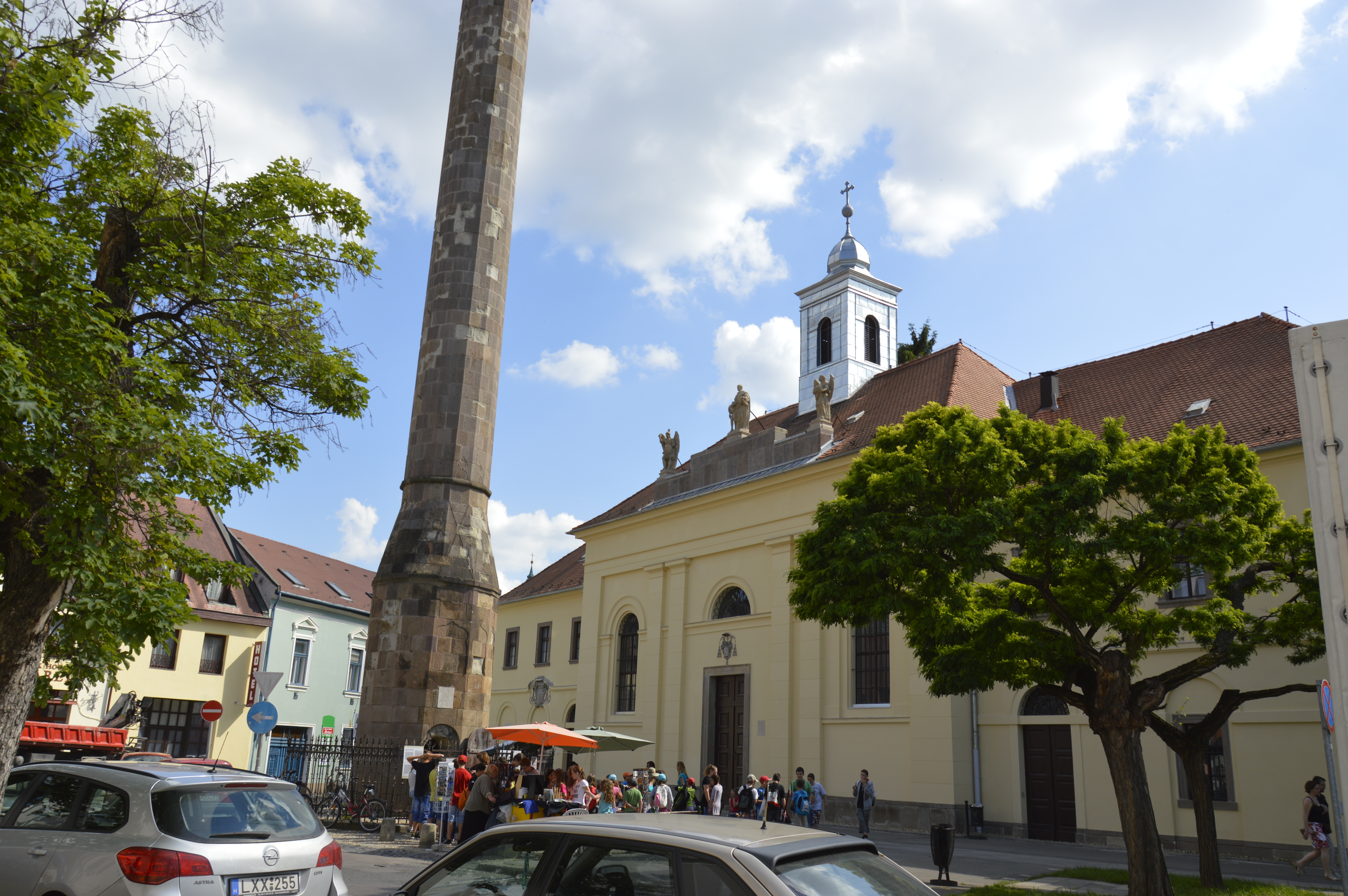
موقع جامع كيثودا السابق خلف المئذنة مع مبنى الكنيسة عام 1841.

بعد إخراج العثمانيين من إيجر في عام 1687 من قبل الجيش الإمبراطوري النمساوي بقيادة تشارلز لورين. تم تحويل المسجد إلى كنيسة كاثوليكية مخصصة للقديس يوسف بعد الحكم التركي. في عام 1726، تم تحويل مباني المسجد إلى مستشفى إخوان الرحمة. كان المسجد بمثابة مصلى المستشفى والدير. تم هدم مبنى المسجد أخيرًا في عام 1841، وتم استبداله بكنيسة شهداء القديس سيبيستيان الحالية. تم إدخال المئذنة من خلال المسجد ولا تزال الأدلة على المئذنة تشير إلى مكان انضمامها إلى المسجد.
لا يُعرف الكثير من التفاصيل عن المسجد خلال العصر العثماني باستثناء مذكرة موجزة من أوليا جلبي. ومع ذلك، يمكن بناء وصف أكثر تفصيلاً للمسجد من كتابات لاحقة، بعد تحويله إلى كنيسة القديس يوسف. وقد ذكر غوروف وفي وقت لاحق فيرينتس ميسزاروس بعض أوصاف بناء المسجد السابق، عندما كانت الكنيسة، جنبا إلى جنب مع المئذنة. وفقًا لهذه، كان للمسجد مخطط مربع منتظم باستثناء بعض التفاصيل المعمارية الصغيرة. كانت عبارة عن مبنى تركي تم تجميعه بدقة مبني من الحجر مع نوافذ وأبواب منحوتة. كانت مصنوعة من نفس الحجر الرملي المحمر مثل المئذنة ومغطاة بسقف مقبب أو قبة وفقًا لغوروف. كان للواجهة الرئيسية للمسجد فناء محاط بحجر مصقول. شكلت المئذنة جزءًا لا يتجزأ من المسجد وفقًا لوصف فيرينتس ميسزاروس.

### محاولة هدم المئذنة
بعد انتهاء الحكم العثماني، جرت محاولة لتمزيق البرج كإغلاق رمزي للماضي. بعد فشل القوة البشرية، جرت محاولة سحبها لأسفل باستخدام 400 ثور بحبال مثبتة على الهيكل. عندما أثبت البرج قدرته على الصمود أمام جهود الهدم، سمح له بالبقاء بعد وضع صليب فوق الهلال. مئذنة إيغر هي المئذنة الوحيدة المتبقية لما يقدر بنحو 17 مئذنة تم بناؤها في إيجر خلال فترة الحكم العثماني للمدينة التي استمرت 91 عامًا. يظهر رسم توضيحي للمدينة من القرن السابع عشر وفرة المآذن.

### الحفاظ على المئذنة

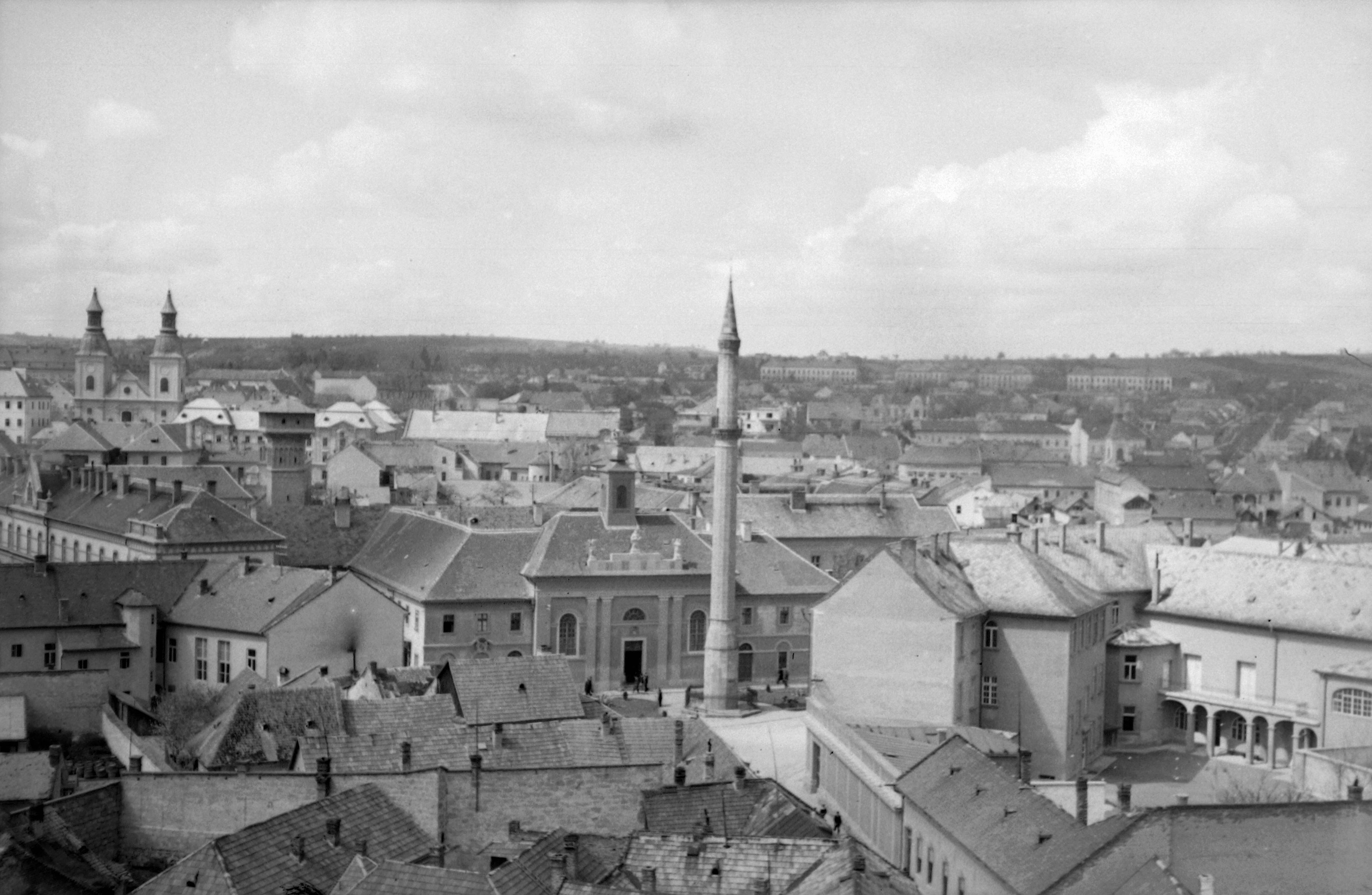
المئذنة في عام 1935

في أوائل القرن التاسع عشر، انهار سقف المئذنة، الذي يسمى القبة الأصلية، نتيجة للبرق. تدهورت حالة البرج. في عام 1829، تم وضع سقف من الصفيح على البرج يحفظه من التدمير الكامل. في عام 1897، تم تنفيذ أعمال الترميم على المئذنة من قبل اللجنة الوطنية للآثار وفقًا لخطط استفان مولر. قامت المفتشية الأثرية الوطنية مرة أخرى ببعض أعمال الصيانة البسيطة في عام 1962.
في الماضي، كان يُنظر إلى المئذنة كرمز للاحتلال. واليوم هي نصب تذكاري مشهور للعلاقات الجيدة بين المجر وتركيا.
في عام 2016، سُمح لمواطن تركي يدعى ديمير حكمت أن يصبح مؤذناً للمئذنة وأداء الأذان للصلاة بعد 327 سنة. صعد ديمير حكمت البرج ثلاث مرات في الأسبوع في قفطان حرير ونادى بالأذان من شرفة البرج.
تم تجديد المئذنة مرة أخرى في عام 2018 بسبب التدهور في السنوات الأخيرة مما قلل من قدرتها الحاملة بشكل كبير ووضع النصب في خطر. تم إغلاقها للزوار خلال التجديد وافتتحت مرة أخرى في صيف 2018. خلال أعمال التجديد، وُجِدت أطباق خزفية تعود إلى العصر التركي.

## الهندسة المعمارية

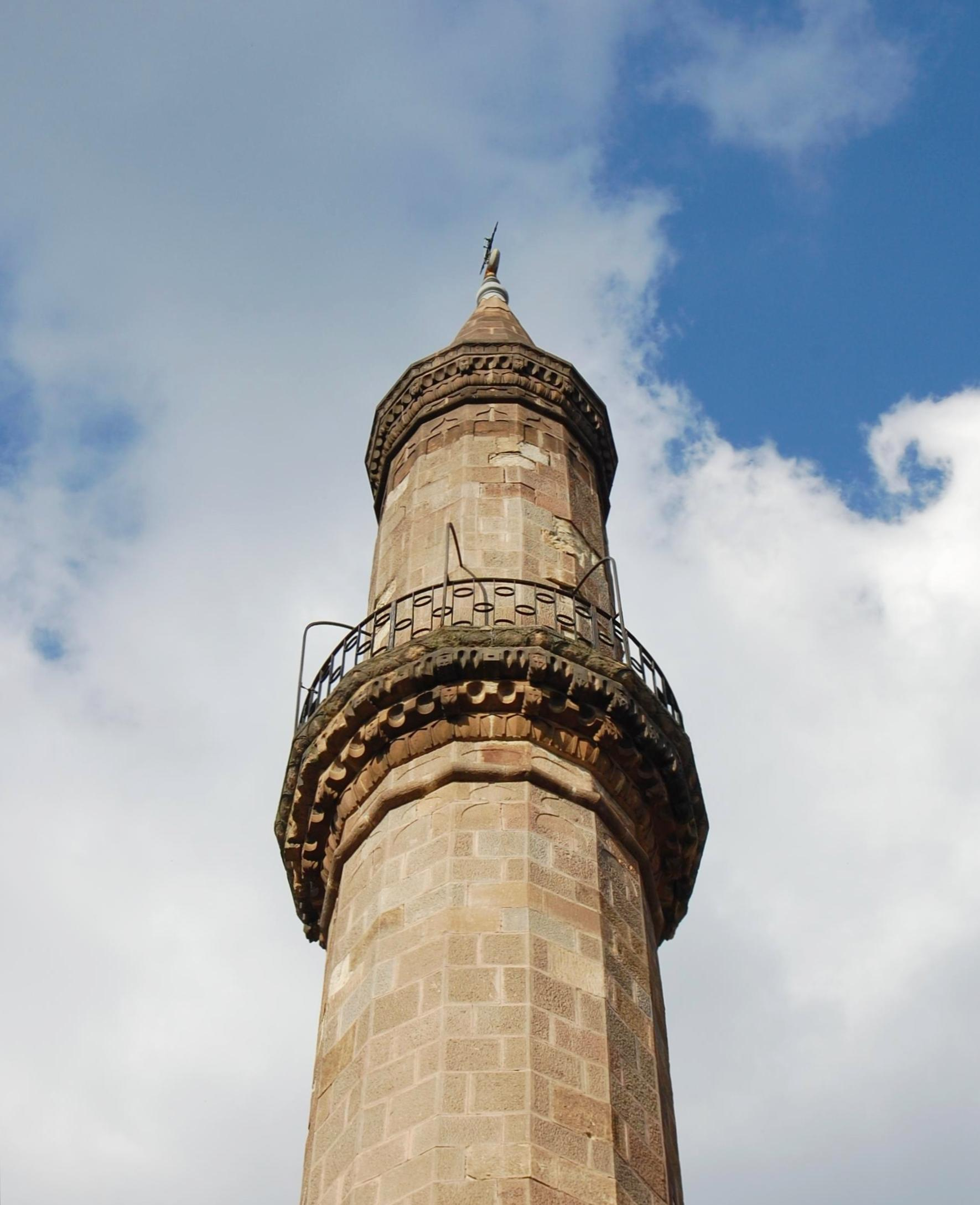
تداخل حلقات الزينة حول الشرفة والسقف.

مئذنة إيغر عبارة عن هيكل مخطط من 14 جانبًا وهو أمر غير عادي ويجعلها قوية جدًا. تم بناؤها باستخدام الحجر الرملي المحمر المنحوت على ارتفاع 40 مترًا (131 قدمًا). يوجد درج حلزوني ضيق في الداخل مع 97 درجة تؤدي إلى شرفة المئذنة. تقع شرفة المئذنة المحيطة بالبرج على ارتفاع 26 مترًا من الأرض.
على قاعدة البرج، يتجول صف من حقول المرآة بنمط قزم متكرر ذي حدين. يقع مدخل المئذنة على الجانب الشمالي من القاعدة. لم يكن في الأصل خارجيا ولكن المدخل كان في داخل المسجد. مدخل البرج مغلق بشكل نصف دائري. المساحة الداخلية صغيرة مع درج حجري ضيق حاد يؤدي إلى الشرفة. تحتوي الشرفة على باب بإغلاق نصف دائري، يشبه المدخل. مدخل الشرفة مواجه لاتجاه مكة.
هناك قاع شرفة المئذنة مزين أيضًا بحزام دائري متداخل من الحلقات. يتكرر مرة أخرى حول سطح البرج مع حلقات متداخلة من الحلي.

## السياحة
تعتبر مئذنة إيغر نقطة جذب شهيرة للسياح في إيغر. يُسمح للسائح بتسلق 97 درجة إلى شرفة المئذنة وعرض بانوراما المدينة المحيطة وقلعة إيغر. يُنصح أولئك الذين يعانون من رهاب الأماكن المغلقة والخوف من المرتفعات بالحذر في تسلق الدرج الضيق إلى شرفة البرج.

## معرض الصور

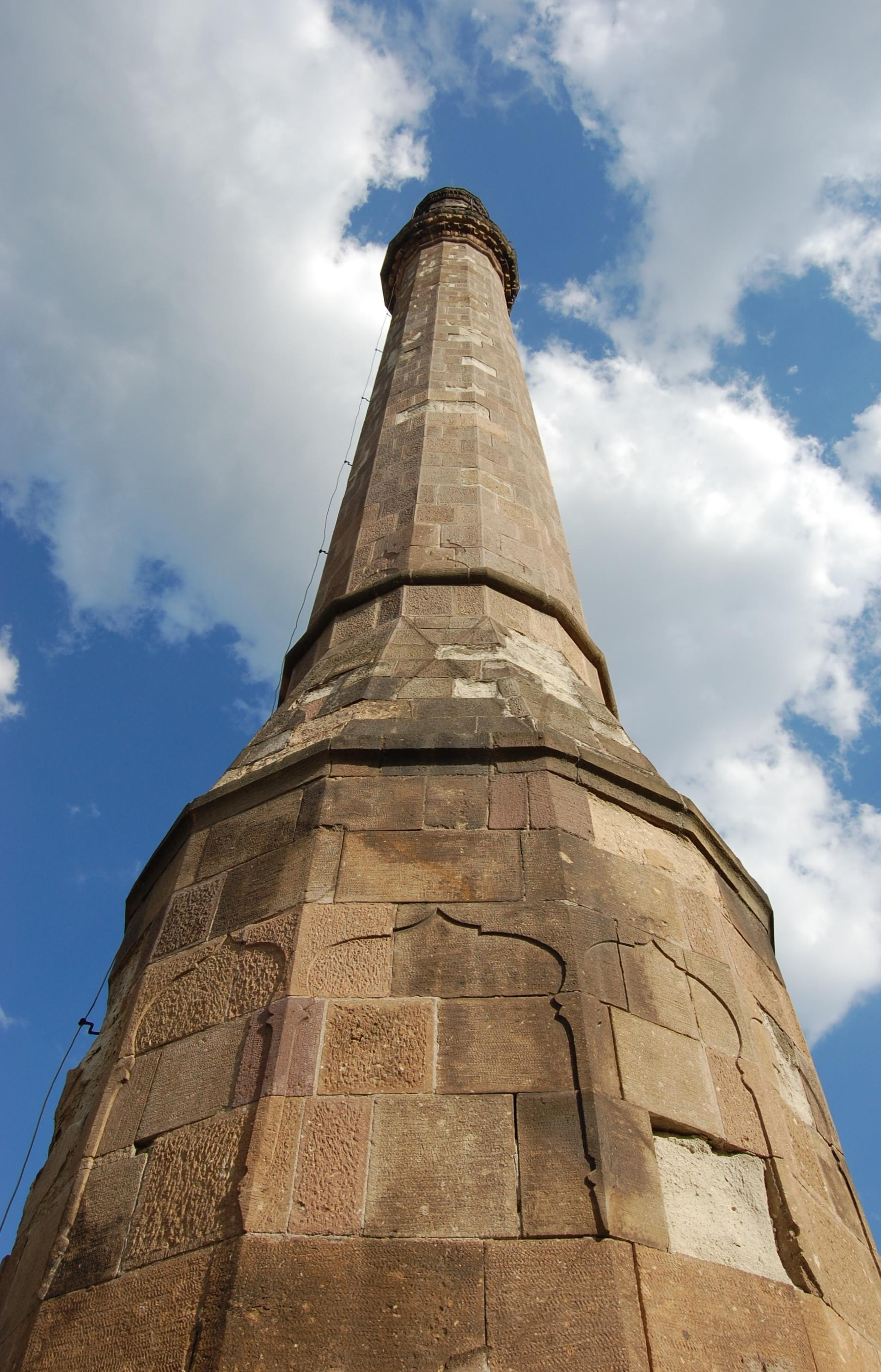
منخفضات فنية حجرية إسلامية على قاعدة البرج.
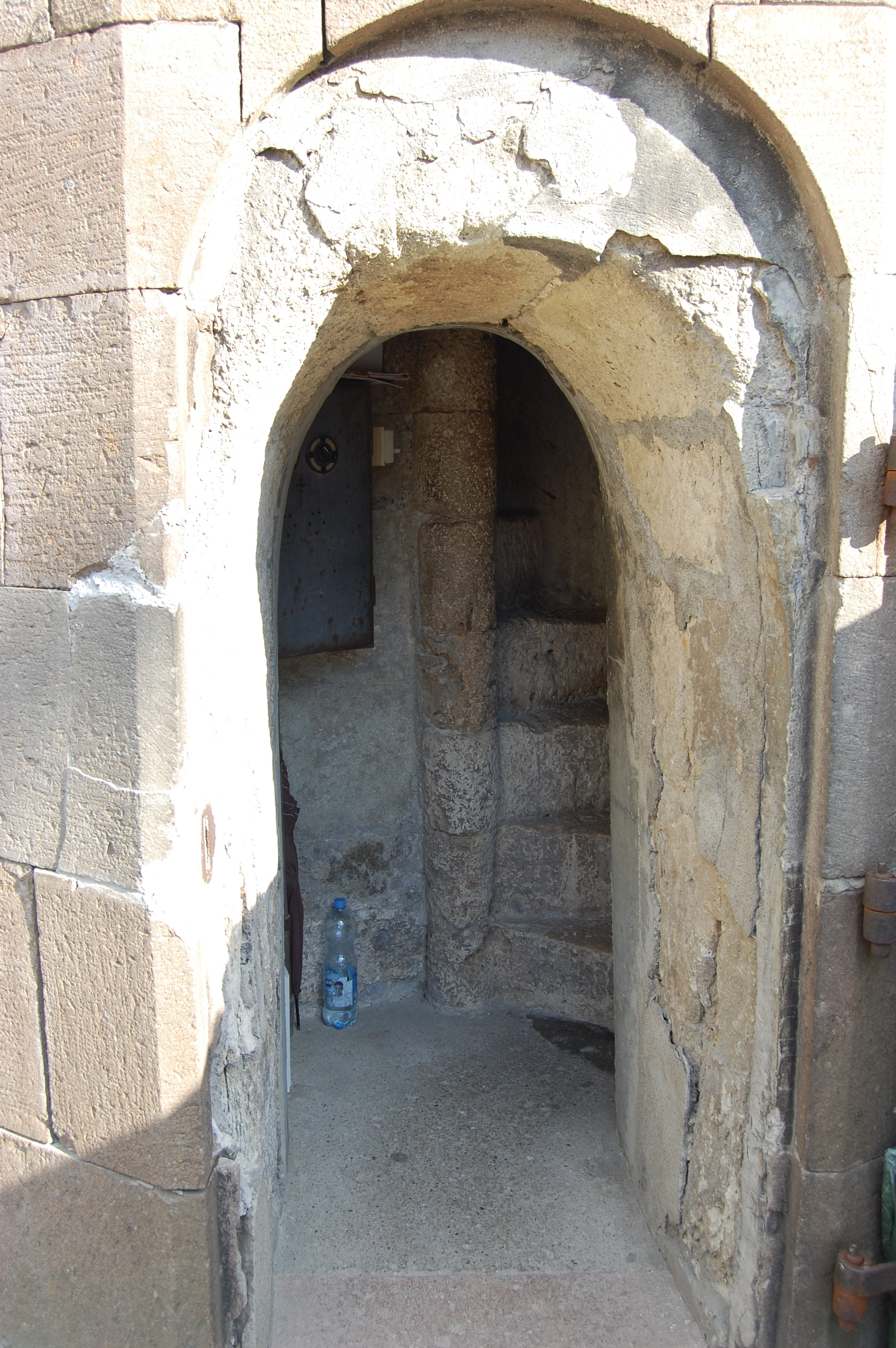
مدخل برج الدرج في 2011.
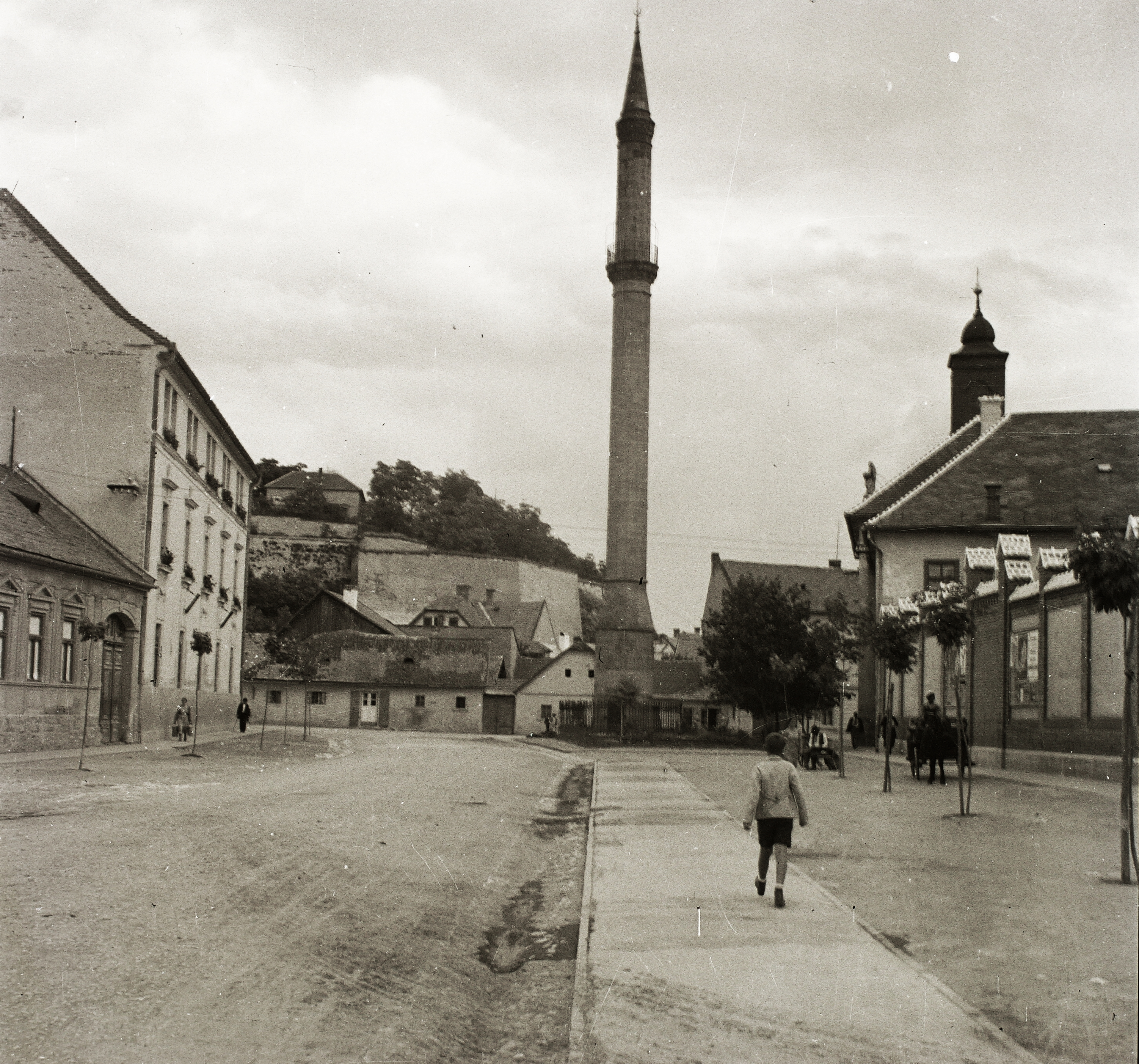
مئذنة إيغر عام 1935.
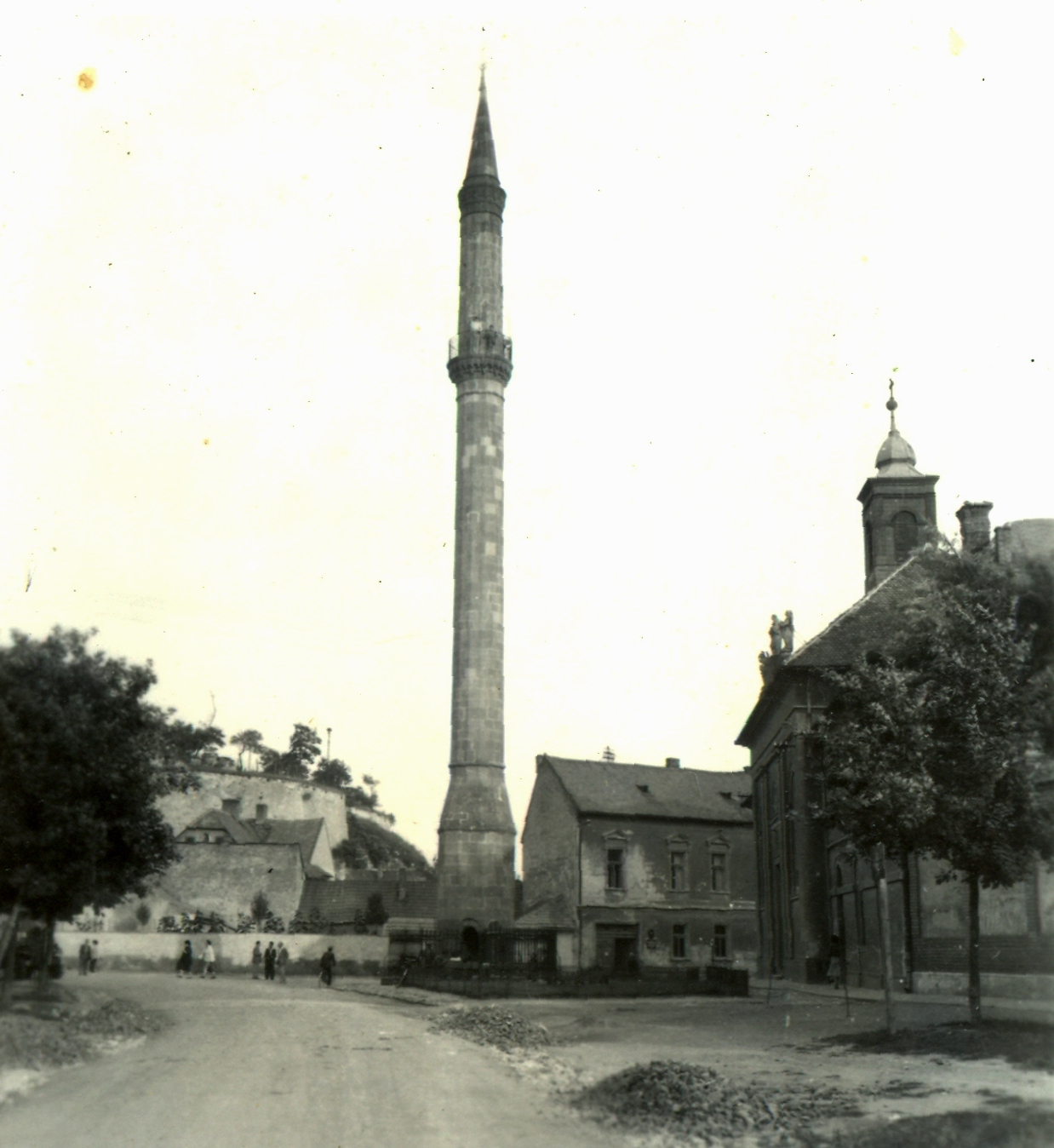
مئذنة إيغر عام 1952.
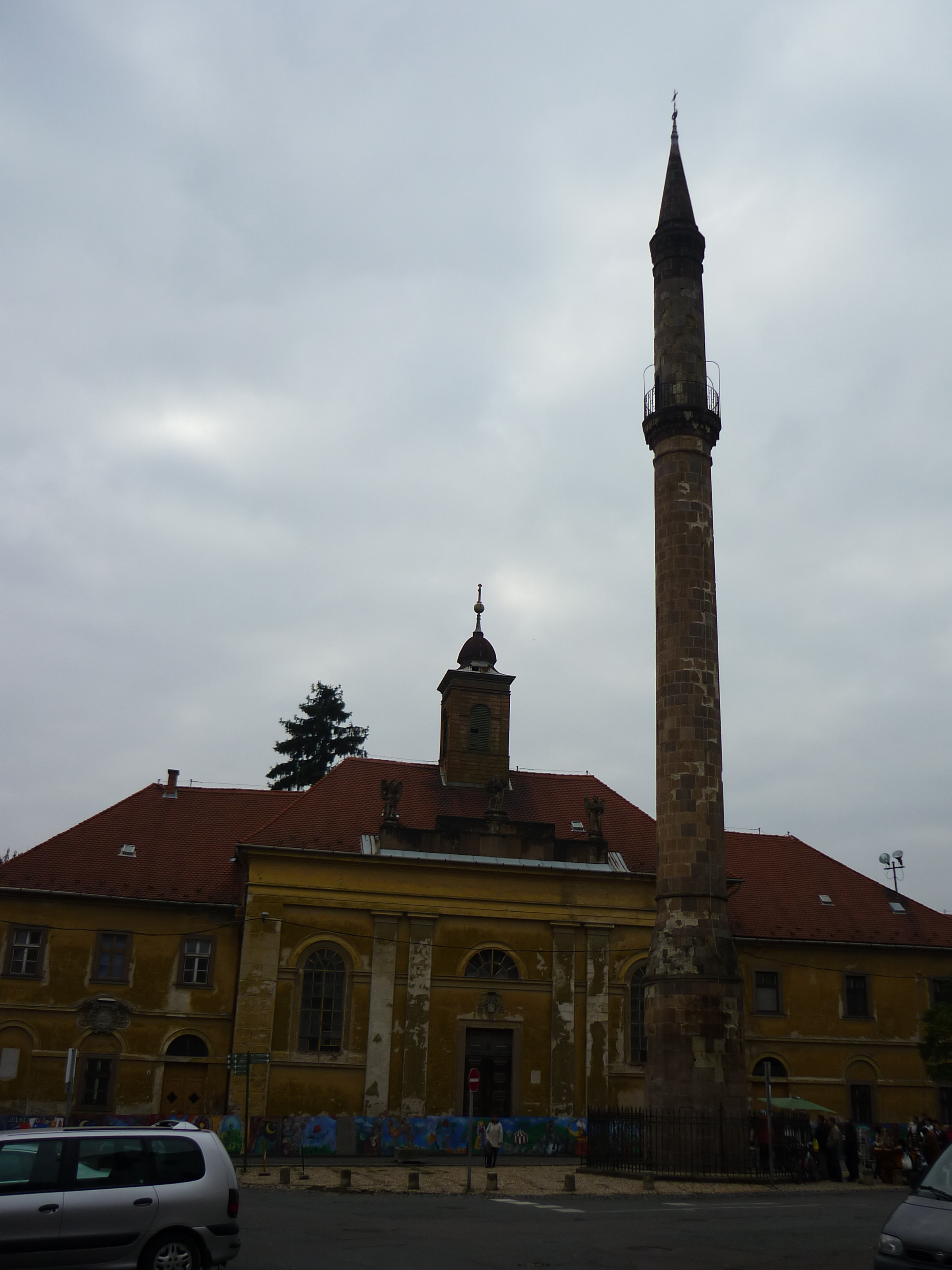
صورة 2009.
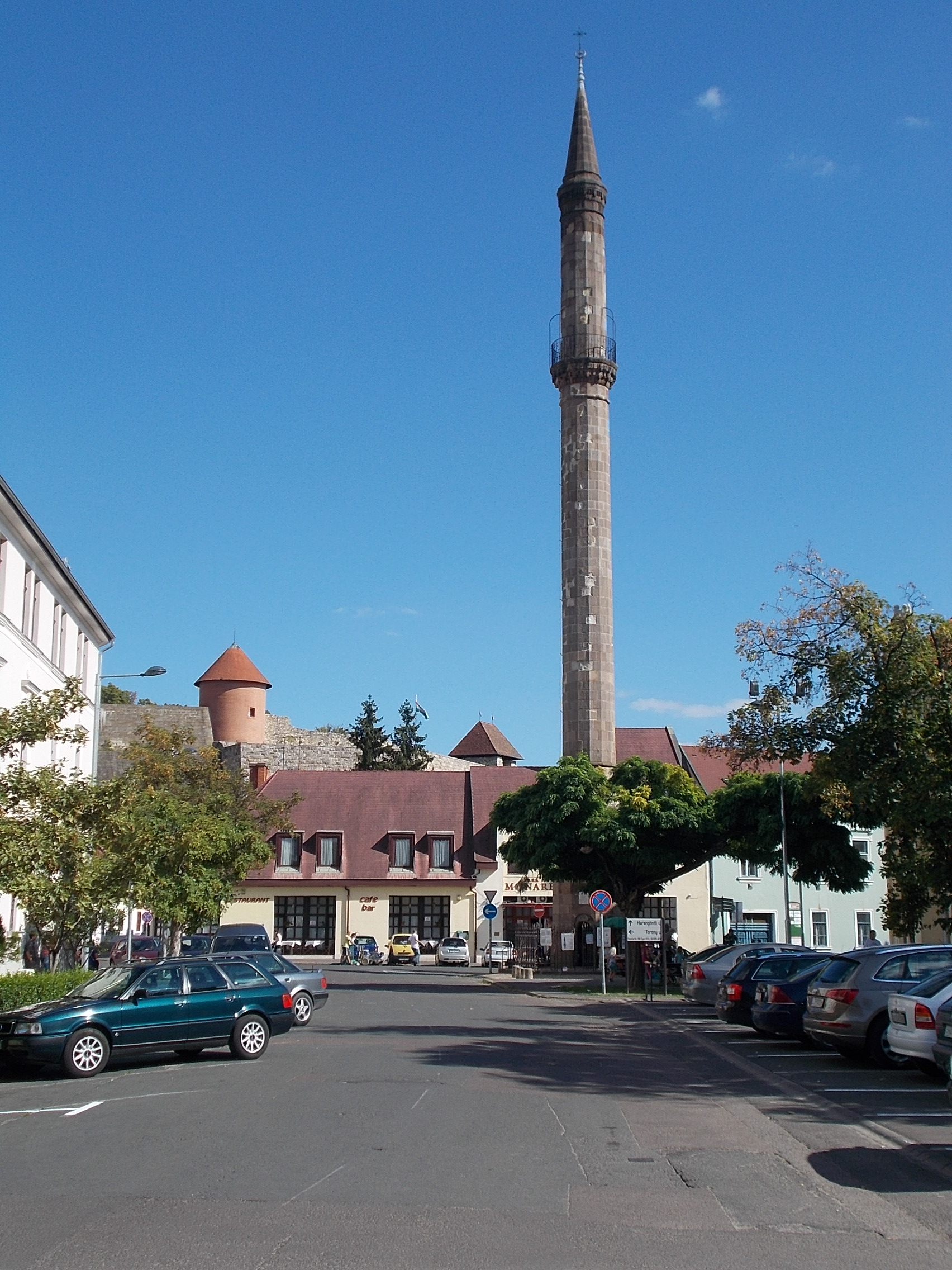
صورة 2016.